# Антоніо Анджелілло
Антоніо Анджелілло (ісп. Antonio Angelillo; 5 вересня 1937, Буенос-Айрес — 5 січня 2018), також за іспанською транскрипцією відомий як Антоніо Анхелільйо — колишній аргентинський та італійський футболіст, що грав на позиції нападника. По завершенні ігрової кар'єри — тренер.
Виступав за національні збірні Аргентини та Італії.
Володар Кубка Італії. Чемпіон Італії. Володар Кубка ярмарків.

## Клубна кар'єра
У дорослому футболі дебютував 1955 року виступами за команду клубу «Расинг» (Авельянеда), в якій протягом року взяв участь лише у 9 матчах чемпіонату.
Протягом 1956—1957 років захищав кольори команди клубу «Бока Хуніорс».
Своєю грою за останню команду привернув увагу представників тренерського штабу клубу «Інтернаціонале», до складу якого приєднався 1957 року. Відіграв за «нераззуррі» наступні чотири сезони своєї ігрової кар'єри. Більшість часу, проведеного у складі «Інтернаціонале», був основним гравцем команди. В сезоні 1958—1959 з 33 забитими голами став найкращим бомбардиром Серії A.
1961 року уклав контракт з клубом «Рома», у складі якого провів наступні чотири роки своєї кар'єри гравця. Граючи у складі «Роми» також здебільшого виходив на поле в основному складі команди. За цей час виборов титул володаря Кубка Італії.
Згодом з 1965 по 1969 рік грав у складі команд клубів «Мілан», «Лекко» та «Дженоа». З «Міланом» в сезоні 1967—1968 здобул титул чемпіона Італії.
Завершив професійну ігрову кар'єру у клубі «Анджелана», за команду якого виступав протягом 1969—1971 років.

## Виступи за збірні
1956 року дебютував в офіційних матчах у складі національної збірної Аргентини. Протягом кар'єри у національній команді, яка тривала 5 років, провів у формі головної команди країни 11 матчів, забивши 11 голів. У складі збірної Аргентини був учасником розіграшу Кубка Америки 1957 року у Перу, здобувши того року титул континентального чемпіона.
Протягом 1960—1962 також провів дві гри за національну збірну Італії.

## Кар'єра тренера
Розпочав тренерську кар'єру, ще продовжуючи грати на полі, 1969 року, очоливши тренерський штаб клубу «Анджелана», де протягом двох сезонів був граючим тренером.
Пропрацювавши згодом з низкою нижчолігових італійських команд, 1975 року став головним тренером «Брешії», тренував клуб з Брешії два роки.
Згодом протягом 1977—1980 років очолював тренерські штаби клубів «Реджина» і «Пескара».
Протягом одного року, починаючи з 1984, був головним тренером команди «Авелліно», а 1985 року був запрошений керівництвом клубу «Палермо» очолити його команду, з якою пропрацював до 1986 року. З 1986 і по 1987 рік очолював тренерський штаб команди «Мантова».
1989 року став головним тренером збірної Марокко, тренував збірну Марокко лише один рік.
Протягом тренерської кар'єри також очолював команди клубів «Монтеваркі», «К'єті», «Кампобассо», «Ріміні», «Ареццо» та ФАР (Рабат).
Останнім місцем тренерської роботи був клуб «Торрес», головним тренером команди якого Антоніо Анджелілло був з 1990 по 1991 рік.
| Дата       | Місто   | Господарі | Результат | Гості   | Турнір            | Голи | Примітки |
| ---------- | ------- | --------- | --------- | ------- | ----------------- | ---- | -------- |
| 10-12-1960 | Неаполь | Італія    | 1 – 2     | Австрія | товариський матч  | -    |          |
| 04-11-1961 | Турин   | Італія    | 6 – 0     | Ізраїль | Відбір до ЧС 1962 | 1    |          |
| Усього     |         | Матчів    | 2         |         | Голів             | 1    |          |

## Досягнення

### Як гравця
- Володар Кубка Італії:

«Рома»: 1963–1964
- Чемпіон Італії:

«Мілан»: 1967–1968
- Володар Кубка ярмарків:

«Рома»: 1960–1961
- Чемпіон Південної Америки: 1957

### Особисті
- Найкращий бомбардир Серії A:

1958–1959 (33)